# Arc mixtilini

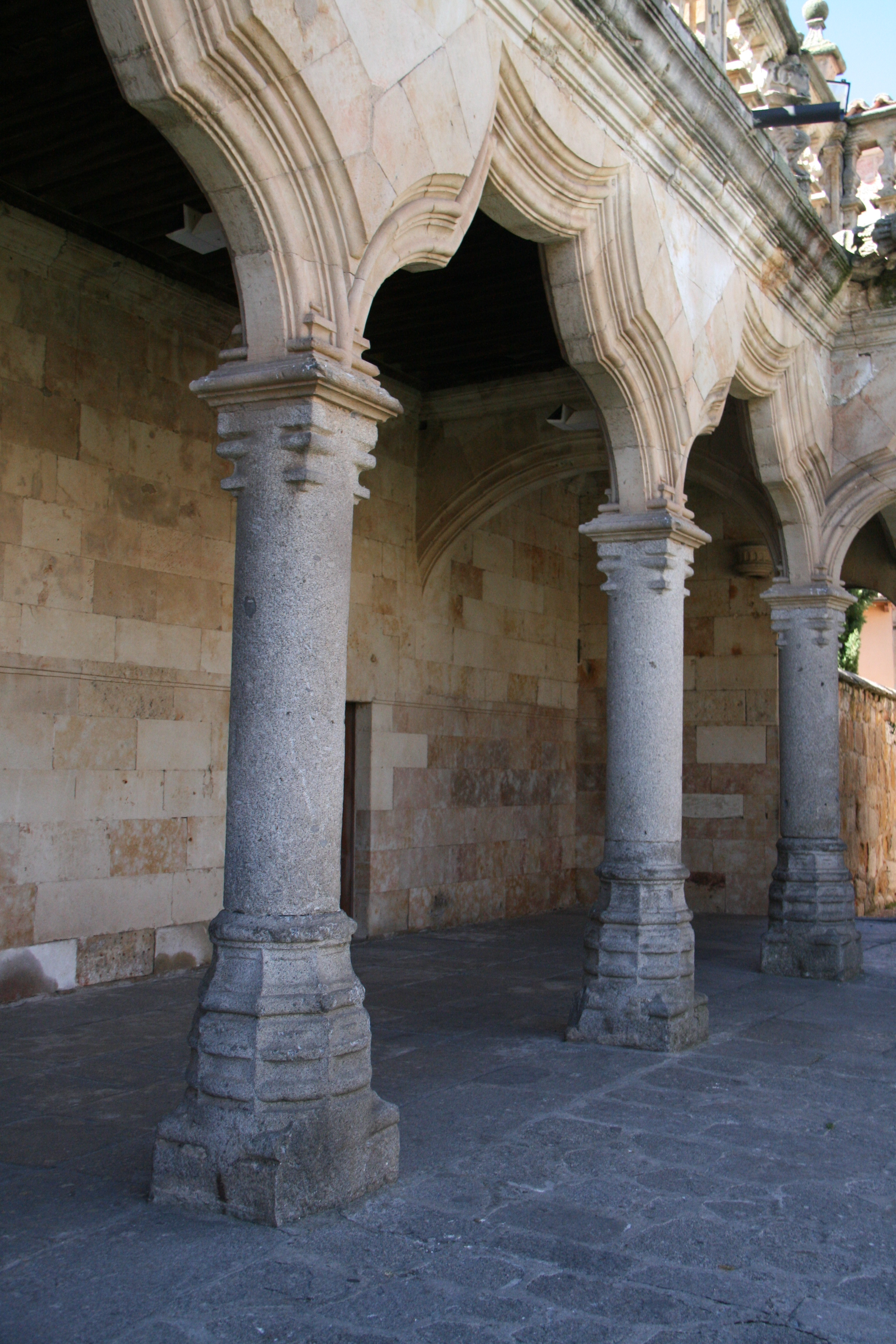
Pati de les Escoles Menors de la Universitat de Salamanca

L'arc mixtilini és un tipus d'arc compost per una combinació de línies i corbes, on generalment s'alternen.
És un arc que combina les línies corbes còncaves i convexes amb les rectes en angle entrants i sortints. Es va emprar extensivament en l'arquitectura hispanomusulmana i és característic de l'època de taifes a l'Aljaferia de Saragossa. Aquest tipus d'arcs van ser prominents en el gòtic tardà del segle xv a la península ibèrica, especialment a Castella amb el gòtic isabelí ia Portugal amb l'estil manuelí. Segles més tard tornen a usar-se en el barroc espanyol conegut com a xorigueresc, tenint gran difusió a Hispanoamèrica.